# Gediminas Jakavonis
Gediminas Jakavonis (* 3. Mai 1958 in Varėna) ist ein litauischer Politiker.

## Leben
Nach dem Abitur 1976 an der Mittelschule Varėna absolvierte er 1981 das Diplomstudium an der Industrieplanungsfakultät der Vilniaus valstybinis universitetas.
Von 1997 bis 2000 arbeitete er bei „Politėja“. Von 2000 bis 2008 und von 2012 bis 2016 war er Mitglied im Seimas.
Von 2000 bis 2002 und von 2003 bis 2007 war er Mitglied im Rat der Rajongemeinde Varėna. 
Er war Mitglied der Naujoji sąjunga und der Darbo partija. 
Er ist Gründer des FC „Seimas“.

## Quelle
- 2008 m. Lietuvos Respublikos Seimo rinkimai – Lietuvos valstiečių liaudininkų sąjunga – Iškelti kandidatai

| Personendaten    | Personendaten         |
| ---------------- | --------------------- |
| NAME             | Jakavonis, Gediminas  |
| KURZBESCHREIBUNG | litauischer Politiker |
| GEBURTSDATUM     | 3. Mai 1958           |
| GEBURTSORT       | Varėna                |